# Farbsystem
Ein Farbsystem (auch Farbmodell, Farbordnung, Ordnungssystem für Farben) ist ein System, das Ordnung in die Vielfalt der Farben bringt, beispielsweise durch die geometrische Anordnung der Farben. Dabei werden bestimmte Farbgruppen (z. B. Grauwerte oder reine Farben) oder die Gesamtheit aller möglichen Farben systematisch und übersichtlich angeordnet. Mögliche Anordnungen:
- eindimensional in einer Reihe (z. B. die lineare Farbenordnung des Aristoteles)
- zweidimensional in einer Fläche, beispielsweise als  Farbkreis  (z. B. Farbkreise von Ostwald).
- dreidimensional in einem räumlichen Farbkörper (Farbraum, z. B. die Farbkugel von Runge oder der RGB-Farbkörper für die additive Farbmischung).[1]

Eine Übersicht von ein- und zweidimensionalen Formen bietet die Seite Farbkreis. 
Eine Übersicht über räumliche Farbkörper bietet die Seite Farbraum.

## Grundlagen
Der Begriff des „Systems“ geht auf Dedekind als Synonym für Menge zurück, so ist das Farbsystem also die Menge der jeweils betrachteten Farben.
Farben in einem Farbsystem können z. B. in einem Koordinatensystem liegen, das den Farbraum aufspannt. Im Farbraum werden den Farben jeweils Zahlenwerte oder alphanumerische Werte zugeordnet.
Die Farbvalenz, also die Farbe im eigentlichen Sinn, lässt sich entsprechend dem Ersten Graßmannschen Gesetz mit drei Angaben eindeutig festlegen. Mitunter werden für spezielle Angaben oder gesonderte Bedingungen weitere Werte nötig, wie beim CMYK-System, bei dem K (als „key“) für die Tiefe der gedruckten Farbe steht. Im weiteren Sinne auch die Einführung eines Gelbwertes Y in das RGB-System, um die Farbwiedergabe am Monitor in den Sättigungsgebieten zu verbessern. Da unterschiedliche Farbräume unter verschiedenen Ansatzpunkten und Voraussetzungen eingerichtet sind, ist zusätzlich zu den Parametern der Farbe auch die Angabe des verwendeten Farbsystems notwendig.

## Beispielsystem
Ein strahlend reines Gelb wird im CMYK-Modell mit dem Quadrupel (0/0/100/0), im RGB-Modell mit dem Tripel (255/255/0) festgelegt. Im L*a*b*-System ist das Tripel (50,0,150) eine Angabe für ein solches Gelb. Entsprechend gelten für ein bestimmtes Blau etwa folgende Werte: CMYK = (100/100/0/0), RGB = (0/0/255) und im L*a*b* = {50,0,-100}. Wie im Munsell-Farbsystem sind durchaus auch alphanumerische Angaben üblich, hier wurden die Farbwerte entsprechend den englischen Buchstaben entlang des Farbkreises nach Buntton und im Weiteren nach Value (dem Sättigungsgrad der Farbe) und dem Hellwert bezeichnet. Ein Blau hat dann etwa die Bezeichnung 10B 5/10.
Das Farbsystem kann als rein mathematischer Messraum mit kontinuierlicher Darstellung existieren, wie der RGB-Farbraum. Die materiellen Proben eines Farbkatalogs dagegen, wie der RAL-Katalog, können der Art nach nur diskrete Farben enthalten.
Farbsammlungen, wie sie von Herstellern farbiger Produkte zur Darstellung eingesetzt werden, sind in diesem Sinne keine Farbsysteme.

## Gebräuchliche Farbkataloge
- Eine Liste mit Farbkatalogen findet sich auf der Seite Liste der Farbräume.